# Fritz Lüdecke
Emil Fritz Lüdecke (Dirschau, Prusia Occidental, Imperio alemán, actual Tczew, Polonia, 3 de febrero de 1873 - Raisdorf, Schleswig-Holstein, Alemania (República de Weimar), 22 de febrero de 1931) fue un contralmirante de la Armada Imperial alemana, último comandante del crucero ligero SMS Dresden.

## Biografía

### Primeros años
Emil Fritz Lüdecke nació en Tczew, actual Polonia, en 1873; se unió a la Marina Imperial alemana en 1890, graduándose en 1896, y sirvió en la Fortaleza de Heliogard desde 1896 hasta 1903, alcanzando el grado de teniente-capitán especializado en artillería.
Fue asignado como oficial artillero a bordo del SMS Wettin. En 1908 alcanzó el grado de capitán de corbeta y sirvió como oficial administrativo de la 1.ª escuadrilla de cruceros de la Armada hasta 1910.
En 1912 fue ascendido a capitán de fragata y nombrado comandante del crucero ligero SMS Dresden, sirviendo en misiones en el Atlántico.

### Primera Guerra Mundial
En el advenimiento de la Primera Guerra Mundial, entre enero y julio de 1914, fue nombrado por un período breve comandante del nuevo crucero ligero SMS Karlsruhe y comisionado para repatriar súbditos alemanes desde México amenazados por la guerra civil. A fines de julio, estando en Veracruz, fue nuevamente reasignado al SMS Dresden y comisionado para trasladar al dictador Victoriano Huerta y su familia hacía Kingston, Jamaica. Fue relevado en las funciones de repatriación por el crucero SMS Nürnberg en Veracruz y enviado a Kiel, Alemania para mantenimiento.
Estando en altamar en agosto de 1914, recibió el comunicado de que Alemania estaba en guerra y fue enviado a Tsingtao, China para avituallamiento y luego a la Isla de Pascua, donde se unió a la flota de Maximilian von Spee.
La flota de Von Spee zarpó en pos del Cabo de Hornos para atacar Port Stanley en las Islas Malvinas.
Intervino en la Batalla de Coronel donde los alemanes resultaron victoriosos y fue enviado por una semana a Valparaíso para comunicaciones y avituallamiento.
El 8 de diciembre de 1914, la flota alemana fue derrotada en la Batalla de las Malvinas por los ingleses y el SMS Dresden resultó ser la única unidad alemana sobreviviente. El SMS Dresden comenzó un periplo por los canales magallánicos para escapar a la cacería de la cual era objeto. La intención de Lüdecke era encontrarse con un vapor carbonero amigo, avituallarse y atravesar el océano Pacífico haciendo la guerra de corso. Finalmente zarpó de su escondite magallánico en febrero de 1915. El 27 de febrero capturó y hundió una barca inglesa (Cornwall Castle) frente a Concepción, cuya tripulación fue transferida a un buque peruano el 4 de marzo, y más tarde navegó hacía la isla de Más Afuera (Juan Fernández) en busca del aprovisionador, llegando el 9 de marzo.
El SMS Dresden fue finalmente sorprendido el 14 de marzo de 1915 por una escuadrilla inglesa en la actual Isla Juan Fernández. Lüdecke intentó parlamentar y declarar internado el buque sin obtener resultados positivos, y luego de un breve combate, Lüdecke ordenó el barrenado y la apertura de válvulas para hundir el crucero.

### Vida final
Fue internado junto con la tripulación sobreviviente en la Isla Quiriquina en Talcahuano, Chile. En 1919, los marinos alemanes que aún permanecían y no quisieron quedarse en el país sudamericano fueron repatriados a Alemania, entre ellos Lüdecke.
Lüdecke fue asignado a la liquidación y administración de los restos de la flota alemana en Tsingtao, China y se retiró en 1920 con el grado de contralmirante.
Lüdecke fue casado con Else Lüdecke, quien publicó en 1915 un reportaje sobre las actividades del crucero en México y en la guerra mundial. Parece que la pareja no tenía hijos. Fritz Lüdecke falleció en 1931 a los cincuenta y ocho años en Alemania.